# Nuno Miguel Prata Coelho
Nuno Miguel Prata Coelho mais conhecido por Nuno Coelho (Covilhã, 23 de novembro de 1987) é um futebolista português que atua como meio-campo. Atualmemte está sem clube.

## Carreira
Nuno Coelho iniciou sua carreira no SC Covilhã em 1992 e permaneceu nas categorias de base do clube 2004, sendo cobiçado por Benfica, Porto e Chelsea. Migrou em 2005 ao Porto, aonde nunca se conseguiu impor no plantel principal e foi emprestado primeiramente para o União Desportiva de Leiria e depois ao Portimonense, ambos na temporada 2005–06.
No início da época 2009–2010, foi anunciado o seu empréstimo ao Villarreal B, do futebol espanhol. No entanto, acabou não agradando ao clube espanhol e ainda antes do fecho das inscrições regressou ao futebol português e foi anunciada a sua contratação por duas épocas pela Académica.
Em 11 de junho de 2011, foi confirmado como reforço do Benfica para as próximas 5 épocas. Foi emprestado para o Beira-Mar por uma época.

## Seleção Portuguesa
Fez sua estreia pela categoria Sub-18 em 24 de novembro de 2004 no dia de seu aniversário, em um jogo contra a Chequia. Foi um dos convocados para representar Portugal na Europa Sub-19 de 2006, na Polônia.
Esteve nos convocados para a primeira edição dos Jogos da Lusofonia de 2006, realizado em Macau, onde integrou o elenco que ganhou a medalha de ouro ao bater a Seleção Angolana por 2–0, tendo Coelho feito um dos gols da vitória.